# Raymore (Misuri)
Raymore es una ciudad ubicada en el condado de Cass en el estado estadounidense de Misuri. En el Censo de 2010 tenía una población de 19206 habitantes y una densidad poblacional de 417,82 personas por km².

## Geografía
Raymore se encuentra ubicada en las coordenadas 38°48′12″N 94°27′30″O / 38.80333, -94.45833. Según la Oficina del Censo de los Estados Unidos, Raymore tiene una superficie total de 45.97 km², de la cual 45.52 km² corresponden a tierra firme y (0.97%) 0.45 km² es agua.

## Demografía
Según el censo de 2010, había 19206 personas residiendo en Raymore. La densidad de población era de 417,82 hab./km². De los 19206 habitantes, Raymore estaba compuesto por el 87.84% blancos, el 7.84% eran afroamericanos, el 0.42% eran amerindios, el 0.83% eran asiáticos, el 0.05% eran isleños del Pacífico, el 0.6% eran de otras razas y el 2.41% pertenecían a dos o más razas. Del total de la población el 3.25% eran hispanos o latinos de cualquier raza.